# NGC 3647
NGC 3647 (również PGC 34815) – galaktyka eliptyczna (E), znajdująca się w gwiazdozbiorze Lwa. Odkrył ją Albert Marth 22 marca 1865 roku.
W bazie SIMBAD pod numerem NGC 3647 błędnie skatalogowano sąsiednią, leżącą nieco bardziej na północ galaktykę PGC 34816, z kolei serwis SEDS błędnie przypisuje obiektowi NGC 3647 alternatywne oznaczenia, które w rzeczywistości dotyczą wspomnianej, sąsiedniej galaktyki PGC 34816.